# 南場千繪子
南場千繪子（日语：南場 千絵子，1967年8月21日—），日本女性配音員。出身於大阪府。青二Production所屬。身高161cm。B型血。

## 簡歷
青二塾大阪校第6期畢業。

## 演出
粗體字表示說明飾演的主要角色。

### 電視動畫
1990年
- 神通小精靈（1990年－1991年，女學生）

1991年
- 勇者鬥惡龍 達伊的大冒險 (1991年版)（梅露露、小孩）

1992年
- 大草原上的小天使 灌叢嬰猴（男學生）
- 小小男子漢（山口靜雄的姊姊、女服務生）
- 美少女戰士（1992年－1993年，香山美加〈初代〉、由美子、女學生）2系列

1993年
- 劍勇傳說YAIBA（女孩）

### 電影動畫
- Make Up！水手戰士（1993年，由依）

### OVA
- 高校太保（日语：ビー・バップ・ハイスクール）（1991年－1993年，令子、女學生、由香里）
- 潮與虎（1992年，女學生B）
- 超時空要塞II -LOVERS AGAIN-（1992年）
- ARMITAGE III（日语：アミテージ・ザ・サード）（1995年，凱莉·麥加儂）

### 遊戲
1989年
- 龍騎士（日语：ドラゴンナイト）（王女）[注 1]

1992年
- 銀河大小姐傳說優奈（日语：銀河お嬢様伝説ユナ）（花的瑪莉、古代文明的呂底亞）

1994年
- 卒業II ～Neo Generation～（石橋美佐子）

1995年
- 銀河大小姐傳說優奈2 永遠的公主（日语：銀河お嬢様伝説ユナ）（花的瑪莉、古代文明的呂底亞）

1996年
- 銀河少女傳說FX 哀傷的賽雷茵（花的瑪莉、古代文明的呂底亞）
- 銀河少女傳說REMIX（花的瑪莉、古代文明的呂底亞）
- 卒業Cross World（石橋美佐子）

1997年
- 銀河少女傳說3 LIGHTNING ANGEL（花的瑪莉、古代文明的呂底亞）
- 卒業Vacation（石橋美佐子）

1998年
- 銀河少女傳說 FINAL EDITION（花的瑪莉、古代文明的呂底亞）

### 廣播劇CD
- CD劇場 勇者鬥惡龍II（日语：CDシアター ドラゴンクエスト）（德爾根達爾的女兒）
- 卒業&卒業II 卒業少女全員集合！（石橋美佐子）

### 旁白
- 週五Forum（日语：TVシンポジウム）（NHK）
- 週五娛樂（日语：金曜エンタテイメント）（富士電視台）
- 美麗的巨匠們（日语：美の巨人たち）（BS JAPAN）
- 亞洲世界（旅Channel（日语：旅チャンネル））

## 腳註

## 外部連結
- 青二Production公式官網的聲優簡介 （日語）